# Documentos de referencia sobre las mejores técnicas disponibles (BREFs)
Documento de Referencia sobre las Mejores Técnicas Disponibles (BREF) se refiere a una serie de documentos de la Unión Europea, desarrollados mediante un intercamio de información entre sectores industriales, organizaciones no gubernamentales (NGOs) promotoras de la protección del medio ambiente, Estados miembros de Unión Europea,  y la Comisión Europea. La Comisión Europea organiza y coordina el intercambio de información a través de la Oficina de Prevención y Control Integrados de la Contaminación (EIPPCB).  La Decisión de Ejecución 2012/119/UE de la Comisión establece las normas para la elaboración de los BREFs. El proceso de intercambio de la información es conocido como el ¨Proceso de Sevilla¨ debido a que el EIPPCB tiene su sede en Sevilla, España.  
Un BREF debe contener las siguientes partes: 
- Prefacio
- Ámbito de aplicación
- Información general sobre el sector en cuestión
- Procesos y técnicas aplicados
- Niveles actuales de emisión y consumo
- Técnicas a considerar en la determinación de las mejores técnicas disponibles (MTD)
- Conclusiones sobre las mejores técnicas disponibles (MTD)
- Técnicas emergentes
- Observaciones finales y recomendaciones para trabajos futuros
- Referencias
- Glosario de términos y abreviaturas
- Anexos

El EIPPCB se creó en 1997 para promover las mejores tecnologías disponibles (MTD) para reducir la contaminación atmosférica y un control eficaz de la calidad del aire. La Oficina Europea de Prevención y Control Integrados de la Contaminación forma parte de la Unidad de Economía Circular y Liderazgo Industrial del Centro Común de Investigación (CCI) Science Hub.
- Datos: Q60795850